# 口哨

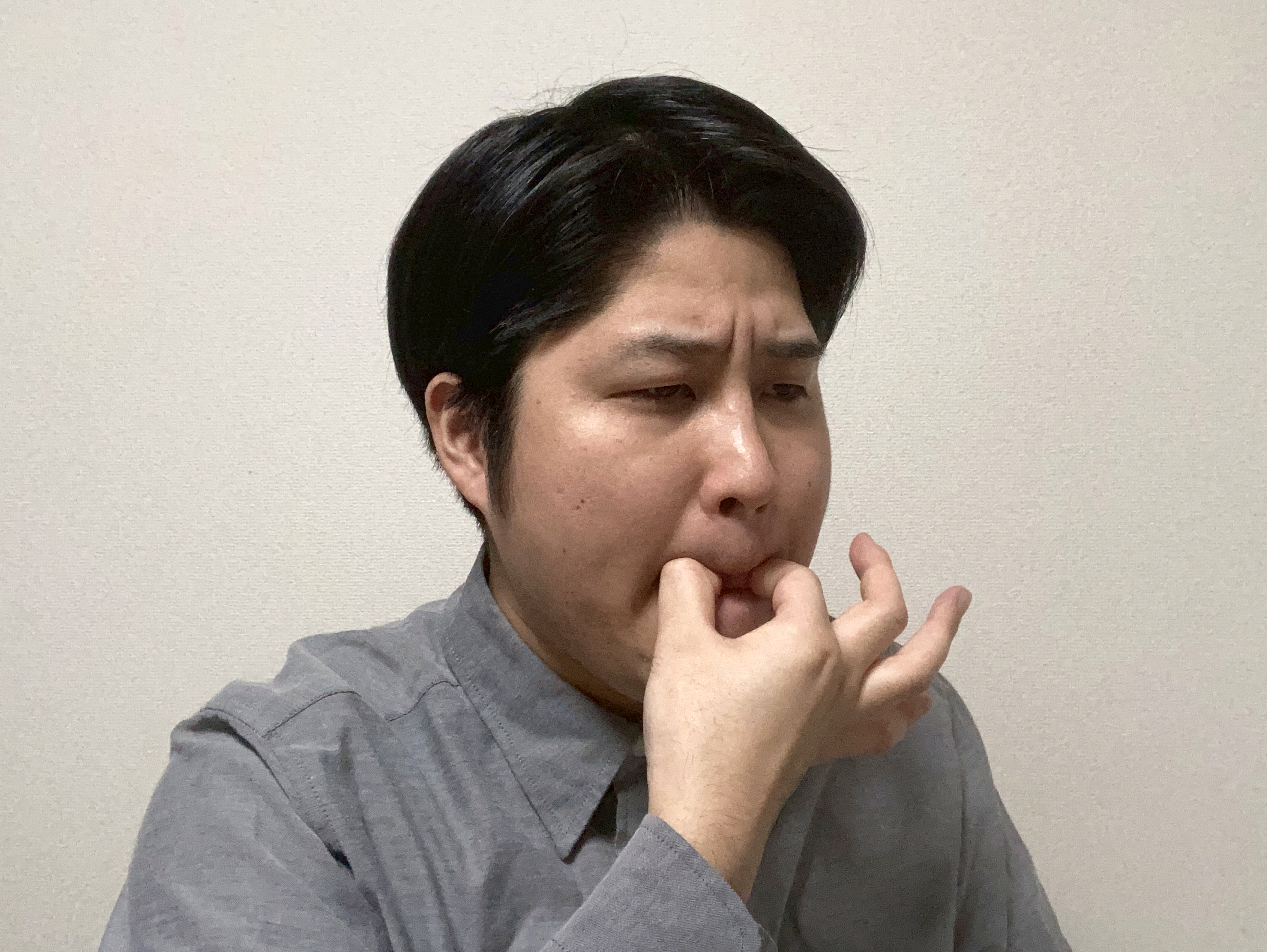
一名以OK手勢來吹口哨的日本男子

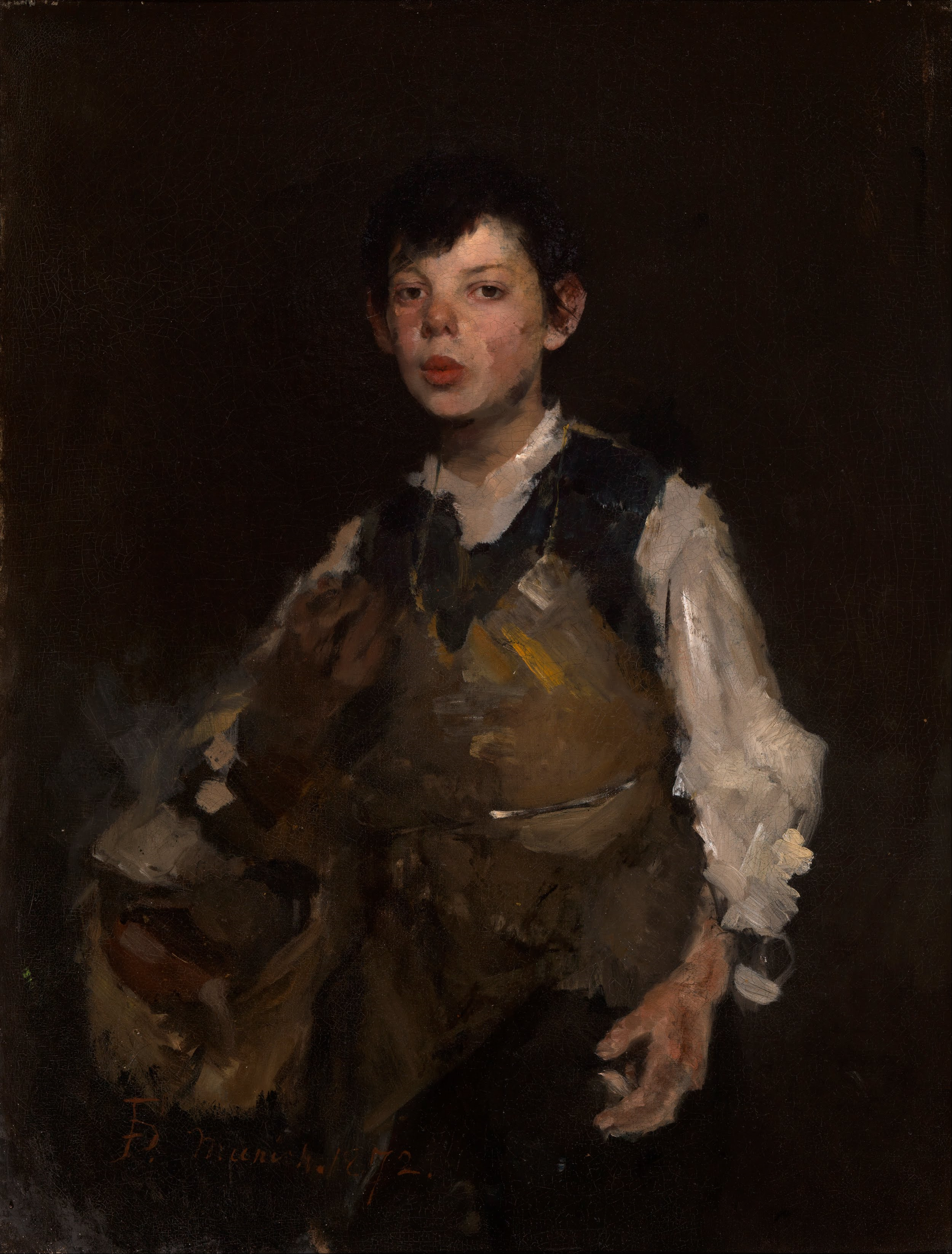
《吹口哨的男孩》，弗蘭克·杜文內克繪於1872年，現藏於辛辛那提美術館

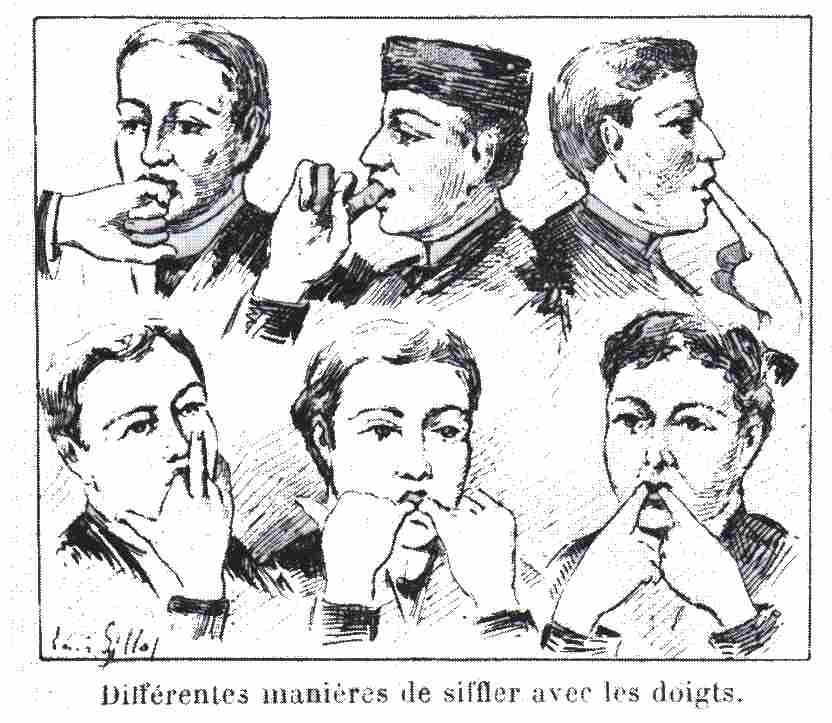
協助吹口哨的各式手法

口哨，也称吹口哨，古称啸，是一种通过口腔内不断流过的空气发声的方法，以空气流被舌头、嘴唇、牙齿或手指控制来产生湍流而发声（類似於亥姆霍茲共振器）。用手或借助乐器哨子，甚至是简单的树叶等替代品也可以稱口哨。

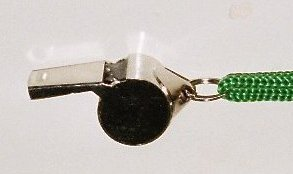
铁哨子

## 功用

### 人與人之間的溝通
吹口哨與唱歌的目的類似，可視為其替代品。不過它也可作為一種有信號意義的表達工具，如呼喚、號召，甚至是表示讚賞或嘲弄等意思。
有時口哨會是男性對年輕女性或自身伴侶表達好感、求愛之意的方式，但含有情色的意味。現今通常被視為低俗、輕浮，甚至是一種性騷擾。
還發展出一種口哨語言，僅憑吹口哨，人們就能進行與日常對話相當的溝通。這種語言很少見，但分散於幾個不同的語系中。例如在墨西哥瓦哈卡州及其周邊地區使用的基於馬薩提克語的語言、西爾博語、現在仍存在於西班牙加那利群島西部島嶼之一的戈梅拉島上的西弗拉斯，以及希臘埃維亞島安蒂亞村使用的sfyria。其他已知的吹口哨語言還存在於法國、非洲和尼泊爾等等。

### 人與動物的交流
口哨也經常用於和牧羊犬之類溝通，這種時候人類會藉牙齒以簡單的方式吹出較高音域的音調，以便把聲音傳到更遠的地方。犬類便依靠這種哨音來追逐、驅趕羊群或其他動物。
口哨也可以用來吸引鳥類接近。處於繁殖季節的日菲繡眼等鳥類，聽見人類的哨音會被吸引到附近。當人們吹口哨，這些鳥類也會發出鳴叫聲回應。

### 各國民情、迷信
- 在英法兩國，認為吹口哨的女人會為家裡帶來厄運。有許多俗諺將吹口哨的女人與啼叫的母雞連結在一起。

- 在台灣民間習俗中，晚上吹口哨（以及吹笛子）被認為是不宜做的行為，尤其是在農曆七月（鬼月）。因為高頻的聲波容易招引來不乾淨的東西。

- 在早期的日本，普遍經濟狀況較差，人們認為，如果他們在晚上吹口哨，小偷就會認為這個家庭“很有錢，生活自在愜意”，因而闖入他們的家中。如果在晚上吹口哨，也被認為會吸引蛇現身；一說口哨是夜遊（尤指幽會求愛）的信號，夜裡吹口哨會引來異性的襲擊。

- 因為可能會將使魔（或妖魔一類）召喚過來，立陶宛規定禁止在室內吹口哨。

另外像是朝鮮王朝實錄記載：十五世紀末的與那國島，在農作物收穫以前，限制島上居民口哨和草笛的使用，違反規定者會受罰。